# Malo (Italie)
Pour les articles homonymes, voir Malo.
Malo est une commune italienne d'environ 14 000 habitants, située dans la province de Vicence, en Vénétie dans la partie nord-orientale de l'Italie.

## Administration
| Période                                  | Période | Identité | Étiquette | Qualité |
| ---------------------------------------- | ------- | -------- | --------- | ------- |
|                                          |         |          |           |         |
| Les données manquantes sont à compléter. |         |          |           |         |

### Hameaux
Borgo Redentore, Case, Molina, San Tomio

### Communes limitrophes
Castelgomberto, Cornedo Vicentino, Isola Vicentina, Marano Vicentino, Monte di Malo, San Vito di Leguzzano, Thiene, Villaverlaschio

## Personnalités nées à Malo
- Gaetano De Lai (1853-1928), cardinal de la Curie
- Luigi Meneghello (1922-2007), universitaire, traducteur et écrivain, auteur du célèbre roman autobiographique Libera nos a Malo, publié en 1963, dans lequel il évoque sa ville natale.